# 原臺南愛國婦人會館
原臺南愛國婦人會館位於臺南市中西區，於1998年（民國八十七年）6月26日被指定為臺南市市定古蹟。日本愛國婦人會是日本二次大戰時主要的婦女團體之一，多由具有社會地位的婦人組成，其宗旨為關心地方建設、從事社會服務，並宣揚對於大日本帝國愛國思想，該會在臺灣的總部於臺灣日治時期的1905年（明治三十八年）7月17日在臺北成立，此外各州廳所在城市也設有分部（日语：支部、しぶ）。此建築為其設於臺南的分部。

## 沿革
該建築是為愛國婦人會在臺南的分部，該會曾於1927年（昭和二年）捐款修建五妃廟。不過此棟會館則是在昭和十五年（1940年）時才落成的。
二次大戰之後，臺灣的愛國婦人會館均交由紅十字會管理，而臺南的愛國婦人會館前棟部分在初期曾充作中國國民黨臺南市黨部，之後在1948年（民國三十七年）由紅十字會轉租給台南美國新聞處，兼有領事與文化方面的業務，此外在此還設有「臺南美國新聞處圖書館」:111、112，當時在2樓的視聽小禮堂中時常免費放映電影和舉辦藝文活動，其館員也常至社區播放一些與科學新知、各地風俗民情相關的影片。中華民國與美國斷交之後，前棟部分轉租給臺南市政府作為市立圖書館中區分館，後棟則仍是紅十字會與附設托兒所。2001年（民國九十年）11月9日，中區分館遷到新址:138，次年（2002年）12月18日前棟改為「臺南市立藝術中心美術圖書室」及「臺南美術研究會會館」:112。後來前棟進行全面整修。2012年（民國101年），成為「文創PLUS-臺南創意中心」。

## 建築特色

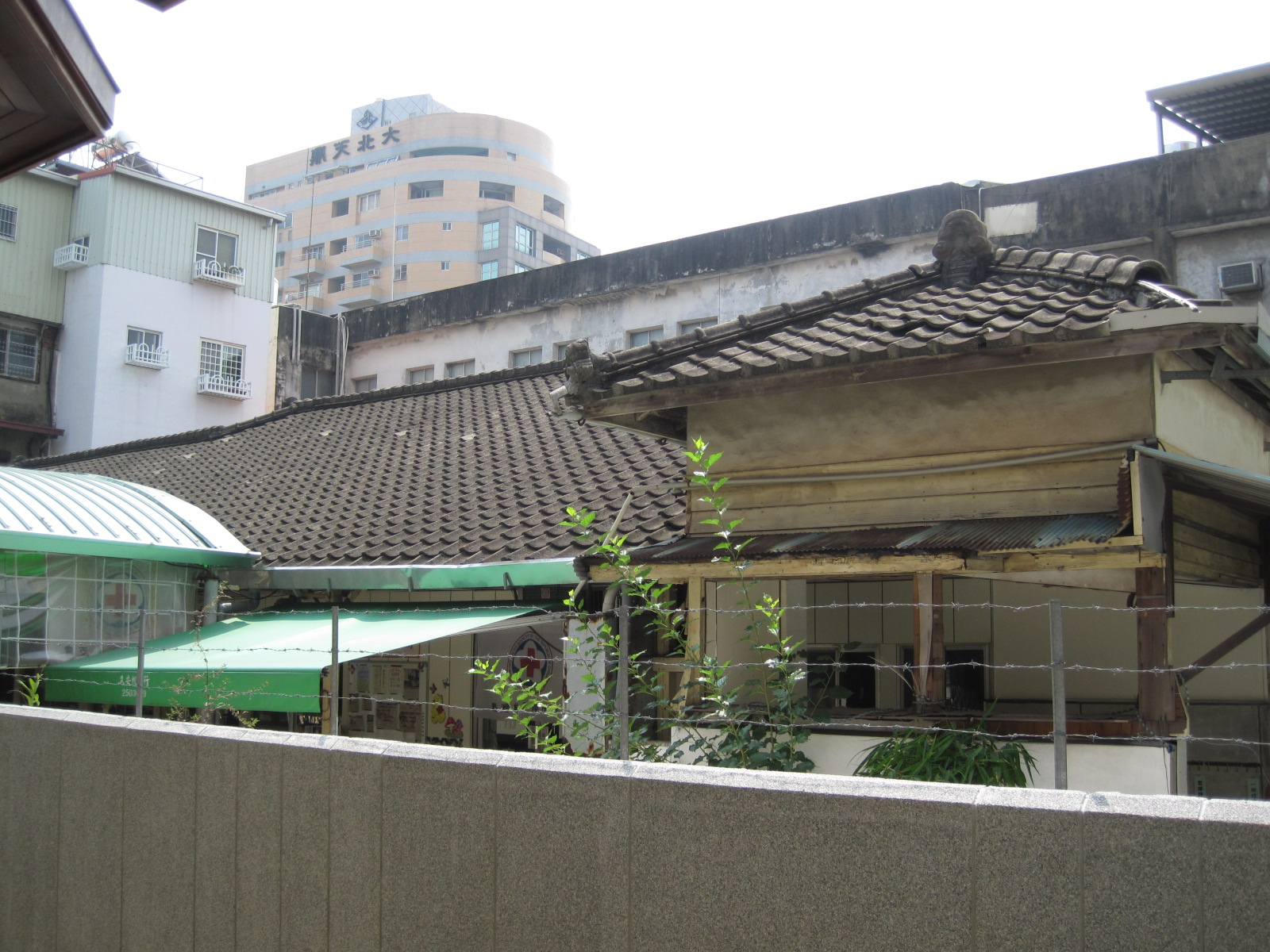
紅十字會臺南市支會所在的後棟

愛國婦人會館在日治時期分為前棟與後棟，北邊的前棟為本館，而南邊的後棟為宿舍，兩者之間有廊道相連。其入口位於北面中間偏東處，由一根柱子與牆面支撐門廊上的雨庇。而進入門廳之後，其南邊在過去是接待辦公室，西邊有外廊與庭園相接，而在大門旁則有木質的樓梯，可上去二樓的昔日辦公空間。整棟建築為日本本土洋風住宅，基座為洗石子，一樓外牆鋪有面磚，二樓外牆則是水平木板，至於屋頂則是傳統文化瓦。而該建築的窗戶大多為方窗，於牆面直接開窗，但在樓梯間西面與入口處有八角型窗戶，而樓梯間北面及二樓南面部分窗戶有略為出挑，於其下有木質托架，而一樓南面也有八角凸窗。

## 外部連結
- 文創PLUS-臺南創意中心（页面存档备份，存于）